# Werner Ballauff

Werner Ballauff, Porträtfoto aus dem Reichstags-Handbuch 1934

Werner Ballauff (* 21. September 1890 in Düsseldorf; † 10. Januar 1973 ebenda) war ein deutscher Landwirt, Kaufmann, Reichstagsabgeordneter der NSDAP, SS-Brigadeführer und Generalmajor der Waffen-SS.

## Leben
Werner war der Sohn des Kaufmanns Arnold Friedrich Heinrich Ballauff (1860–1930) und dessen Ehefrau Emmy Auguste Wilhelmine, geborene Berlin (* 1861).
Ballauff besuchte von 1896 bis 1909 die Vorschule sowie das Humboldt-Gymnasium Düsseldorf und legte dort das Abitur ab. Von 1909 bis 1911 studierte Ballauff Rechtswissenschaft an der Rheinischen Friedrich-Wilhelms-Universität Bonn, der Ludwig-Maximilians-Universität München und der Kaiser-Wilhelms-Universität Straßburg. Dort wurde er 1926 Mitglied des Corps Suevia Straßburg.
1909 diente er als Einjährig-Freiwilliger bei der Maschinengewehr-Abteilung Nr. 10 der Preußischen Armee in Schlettstadt im Reichsland Elsaß-Lothringen. Ab 1911 begann er seine Offizierslaufbahn beim Ulanen-Regiment „Graf Haeseler“ (2. Brandenburgisches) Nr. 11 in Saarburg. Noch vor dem Ersten Weltkrieg wurde er zum Vizewachtmeister und zum Fahnenjunker befördert. Im Dezember 1914 geriet er auf Fernpatrouille verwundet in französische Kriegsgefangenschaft. 1918 wurde er ausgetauscht und im folgenden Jahr in die Reichswehr übernommen, schied jedoch im April 1920 auf eigenen Wunsch als Rittmeister aus dem Heeresdienst aus.
Im Zivilleben arbeitete Ballauff als Angestellter verschiedener Firmen und später in selbstständiger Position im In- und Ausland. Ab 1930 betrieb er einen Bauernhof in der Nähe von Quickborn (Holstein).
1929 und 1930 war Ballauff Mitglied des völkischen Tannenbergbundes. Zum 1. Juli 1931 trat er der NSDAP (Mitgliedsnummer 585.143) und im November des Jahres der SA bei. Er wurde Leiter einer NSDAP-Ortsgruppe.

### Nationalsozialismus
Nach der Machtübertragung an die NSDAP wurde Ballauff im November 1933 Mitglied des bedeutungslos gewordenen Reichstages. Am 29. März 1936 wurde er erneut zur Wahl vorgeschlagen, erhielt jedoch kein Mandat. Zwischen August 1933 und Oktober 1934 war Ballauff Staatsrat im Hamburger Senat.
Am 18. Juni 1933 wechselte Ballauff zur Allgemeinen SS (SS-Nummer 66.679) und übernahm am 7. August 1933 die Führung der 28. SS-Standarte in Hamburg. Ab 1. März 1934 war er vorübergehend Stabsführer im SS-Oberabschnitt „Nord“ mit Sitz in Stettin. Im Juni kehrte er nach Hamburg zurück und übernahm im Oktober 1934 die Führung des SS-Abschnitts XV in Altona, die er bis März 1935 innehatte.
Am 26. März 1935 trat Ballauff in die SS-Verfügungstruppe ein, eine kasernierte und ständig bewaffnete Sondereinheit der SS, und führte dort die 9. Kompanie im III. Bataillon der in Hamburg beheimateten Standarte „Germania“. Im September 1935 rückte er als Nachfolger des SS-Sturmbannführers Egon Buch zum Kommandeur des SS-Nachrichten-Sturmbannes in Berlin-Adlershof auf, dessen weitere und vollständige Aufstellung er fortan verantwortete. Am 1. Juli 1936 wechselte er in den Stab der SS-Standarte „Deutschland“. Wenig später zum Kommandeur des III. Bataillons ernannt, nahm er an der Besetzung des Sudetenlandes teil und wurde im November 1938 zum Stab des neuen SS-Regiments „Der Führer“ abkommandiert.
Seit Januar 1939 im Rang eines SS-Standartenführers, war Ballauff im Zweiten Weltkrieg ab Januar 1940 Standortkommandant von Prag. Von Januar 1941 bis Juni 1941 führte er die im besetzten Polen stationierte 10. SS-Totenkopfstandarte, anschließend für zwei Monate ein Regiment der 6. SS-Gebirgs-Division „Nord“, das in Finnland im Fortsetzungskrieg eingesetzt wurde. Bis Jahresende 1941 war Ballauff dem SS-Führungshauptamt zugeordnet, unter anderem als Inspekteur der Infanterie. Im Jahre 1942 übernahm er als Kommandeur die SS-Junkerschule Braunschweig, die im Juni 1944 aufgrund schwerer Bombenschäden nach Posen-Treskau verlegt wurde. Offiziell blieb er deren Kommandeur bis Februar 1945. Mit der letzten Beförderung vom 1. Mai 1943 hatte er den Rang eines SS-Brigadeführers und Generalmajors der Waffen-SS inne.
Anfang 1945 stellte Ballauff auf dem Truppenübungsplatz Wandern aus zwei SS-Junker-Bataillonen sowie Ersatzeinheiten der Kampfgruppe Hauser die „Kampfgruppe Ballauff“ auf, die im Mittelabschnitt der Festungsfront Oder-Warthe-Bogen zum Einsatz kam. Als Führer der Kampfgruppe soll Ballauff im Raum Zielenzig durch einen gegnerischen Stosstrupp überrascht worden und nur knapp der Gefangennahme entgangen sein. Dabei verlor er offenbar die in seinem Besitz befindlichen genauen Pläne der Panzerwerke am Oderbogen, was den sowjetischen Streitkräften den weiteren Vormarsch sehr erleichterte.

### Nachkriegszeit
Im Mai 1945 verhaftete ihn ein britisches Kommando in Hamburg, wo Ballauff sich bei Verwandten aufhielt. Mit der Gefangenennummer 560.269 verlegte man ihn für drei Jahre nach England. Am 10. März 1947 kam er vom Lager 252 in das Spezial Lager 11 Island Farm (Bridgend, Wales), und am 5. Juli 1947 in das Londoner District Gefängnis. Über das Lager 43 wurde er am 6. Oktober 1947 ins Internierungslager Neuengamme überstellt, wo er im Sommer 1948 entlassen wurde. Nach der Rückkehr in seine Heimatstadt Düsseldorf übernahm er das Haushaltswarengeschäft seiner Eltern als Inhaber, in dem er bis zu seinem Tode tätig war. Der Betrieb beschäftigte in den 1960er Jahren bis zu 400 Mitarbeiter.